# Jantetelco
Jantetelco är en ort i Mexiko.   Den ligger i kommunen Jantetelco och delstaten Morelos, i den sydöstra delen av landet, 90 km söder om huvudstaden Mexico City. Jantetelco ligger 1 436 meter över havet och antalet invånare är 4 514.
Terrängen runt Jantetelco är kuperad åt sydost, men åt nordväst är den platt. Runt Jantetelco är det ganska tätbefolkat, med 134 invånare per kvadratkilometer. Närmaste större samhälle är Cuautla Morelos, 19,7 km nordväst om Jantetelco. Omgivningarna runt Jantetelco är en mosaik av jordbruksmark och naturlig växtlighet.